# Liste des phares du Guatemala

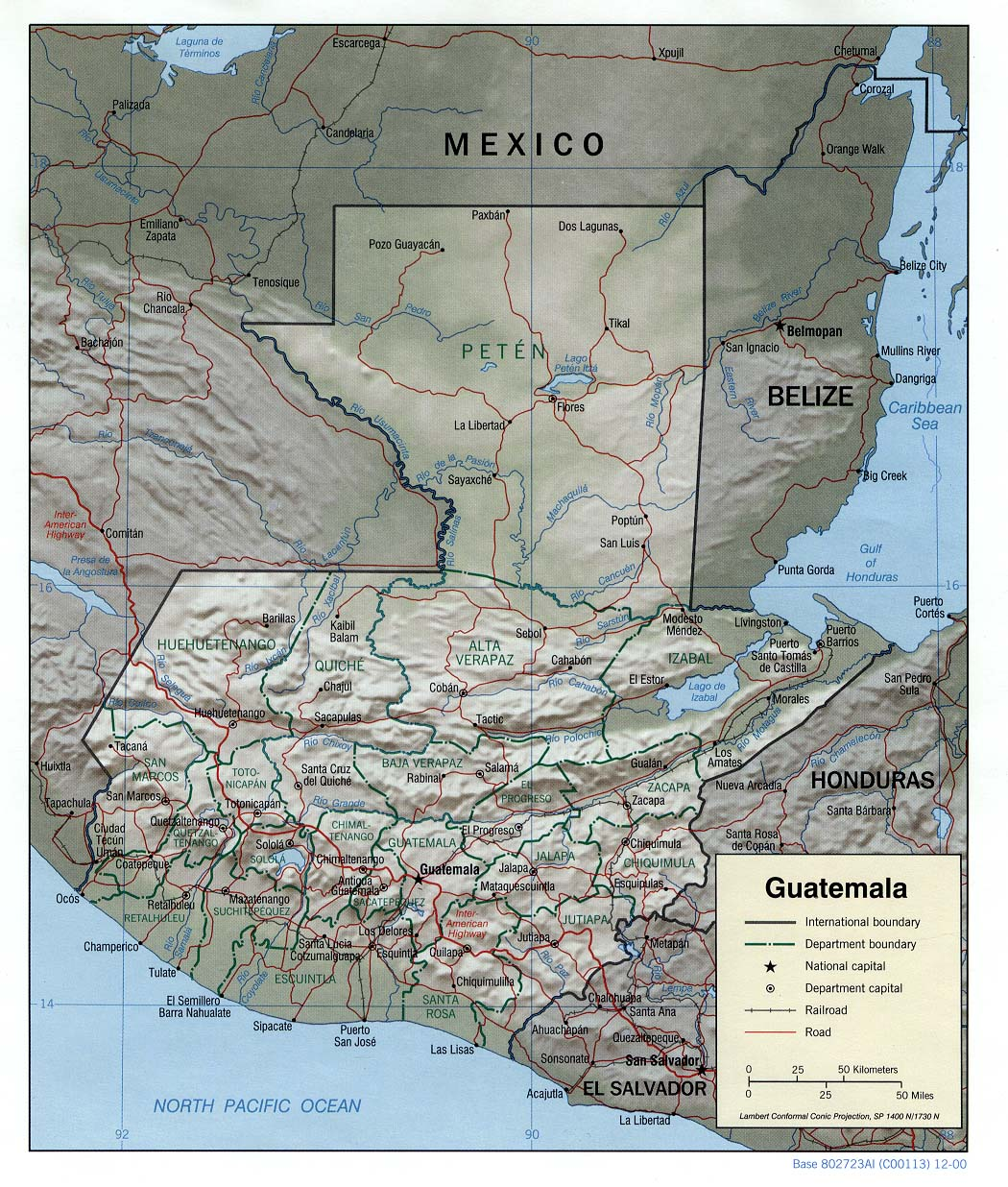
Carte du Guatemala

Liste des phares du Guatemala : Le Guatemala est le pays le plus au nord-ouest d'Amérique centrale situé entre le Mexique au nord-ouest, le Belize, le Honduras à l'est. Le Honduras a un petit littoral faisant face au Golfe du Honduras et à l'ouest à l'océan Pacifique.
Les aides à la navigation dans le pays sont gérées par la Comisión Portuaria Nacional de Guatemala , l'autorité portuaire nationale.

## Phares
| Nom                           | Lieu                                 | Mise en service | Coordonnées                       | Image |
| ----------------------------- | ------------------------------------ | --------------- | --------------------------------- | ----- |
| Phare du cap Tres Puntas      | Cap Tres Puntas Département d'Izabal | n/d             | 15° 57′ 00″ N, 88° 34′ 19″ O      | Image |
| Phare de Puerto Barrios       | Puerto Barrios Département d'Izabal  | n/d             | 15° 43′ 50,9″ N, 88° 35′ 37,6″ O  | Image |
| Phare avant de Ocos           | Ocos Département de San Marcos       | n/d             | 14° 31′ 52,8″ N, 92° 13′ 41,51″ O | Image |
| Phare arrière de Ocos         | Ocos Département de San Marcos       | n/d             | 15° 50′ 51,5″ N, 87° 22′ 29″ O    |       |
| Phare de Puerto Quetzal       | Port Quetzal Département d'Escuintla | n/d             | 13° 55′ 21,9″ N, 90° 46′ 54,7″ O  | Image |
| Phare avant du Port Quetzal   | Port Quetzal Département d'Escuintla | n/d             | 13° 55′ 12,9″ N, 90° 47′ 31,5″ O  | Image |
| Phare arrière du Port Quetzal | Port Quetzal Département d'Escuintla | n/d             | 13° 55′ 15,7″ N, 90° 47′ 37,9″ O  | Image |